# Benz Victoria
La Benz Victoria est une automobile du constructeur automobile allemand Benz & Cie, conçue par Carl Benz, et produite de 1892 à 1898.

## Historique
Ce second véhicule de Karl Benz, est le premier véhicule à quatre roues du constructeur, dérivé de la Benz Patent Motorwagen (considérée comme la première automobile à moteur à essence de série de l'histoire de l'automobile). Ses quatre roues sont inspirées de celles des deux exemplaires de Daimler Stahlradwagen de 1889, de son principal concurrent et futur associé Gottlieb Daimler.

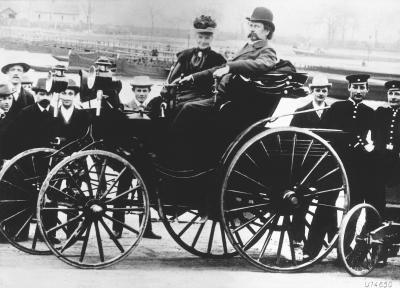
Karl Benz et son épouse Bertha Benz, en 1894
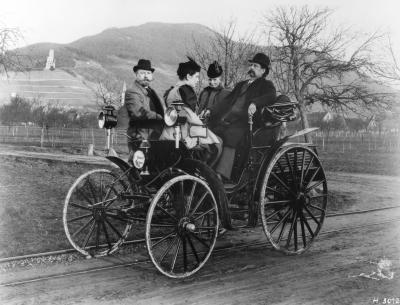
Karl et Bertha Benz, leur fille Clara, et le pilote Fritz Held, 1894
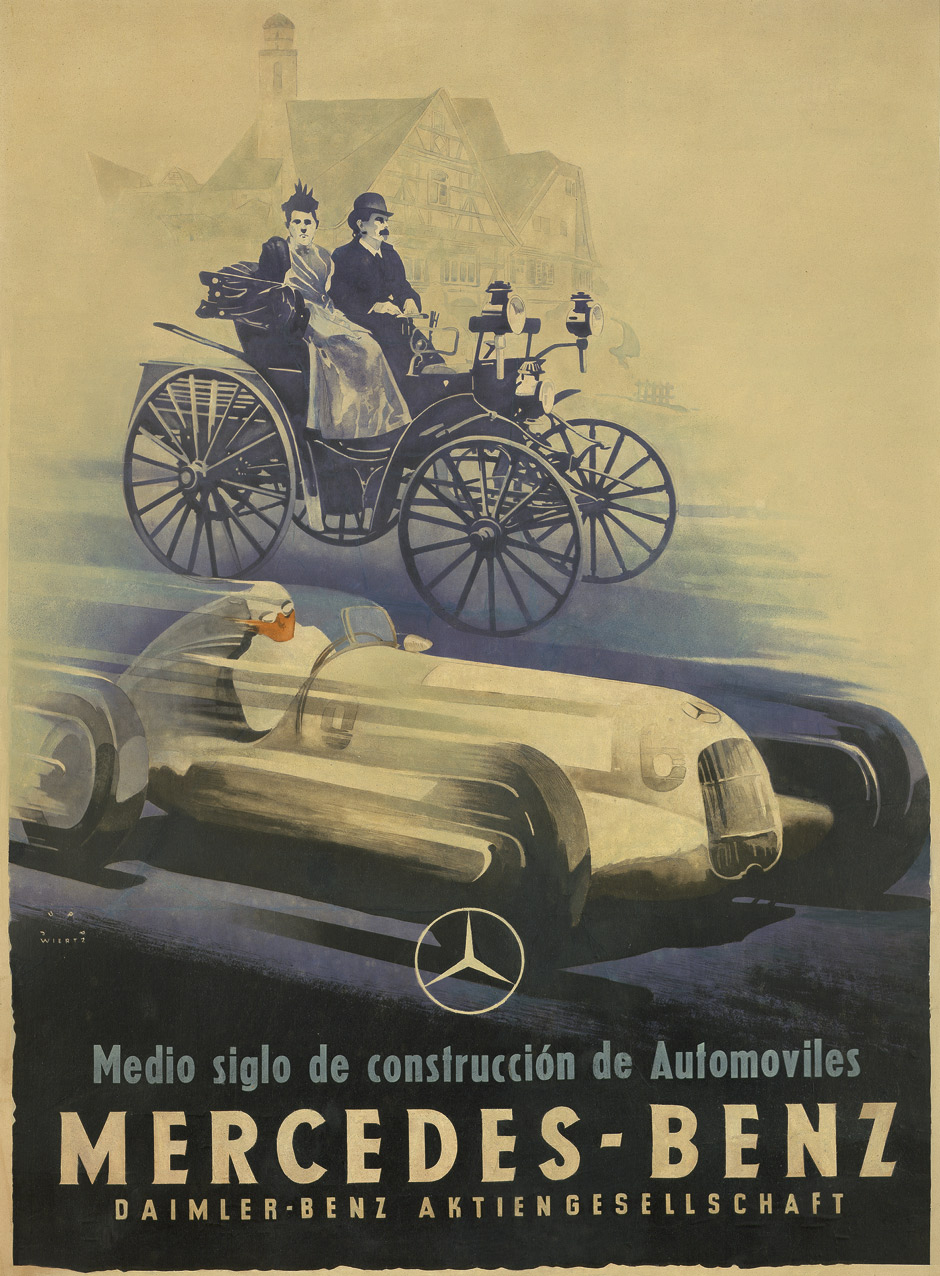
Avec une Mercedes-Benz W25

Elle est équipée du moteur à essence 1 cylindre de la précédente, qui évolue avec le temps de 3 à 6 chevaux, pour une vitesse maximum de 25 km/h, et d'une boîte de vitesses qui évolue de 2 rapports, à 3 rapports avec marche arrière :
- 1893-1896 : 1 730 cm3, 3 ch, 18 km/h
- 1894-1895 : 1 990 cm3, 4 ch, 20 km/h
- 1895-1898 : 2 650 cm3, 5 ch, 25 km/h
- 1898-1900 : 2 915 cm3, 6 ch, 25 km/h.

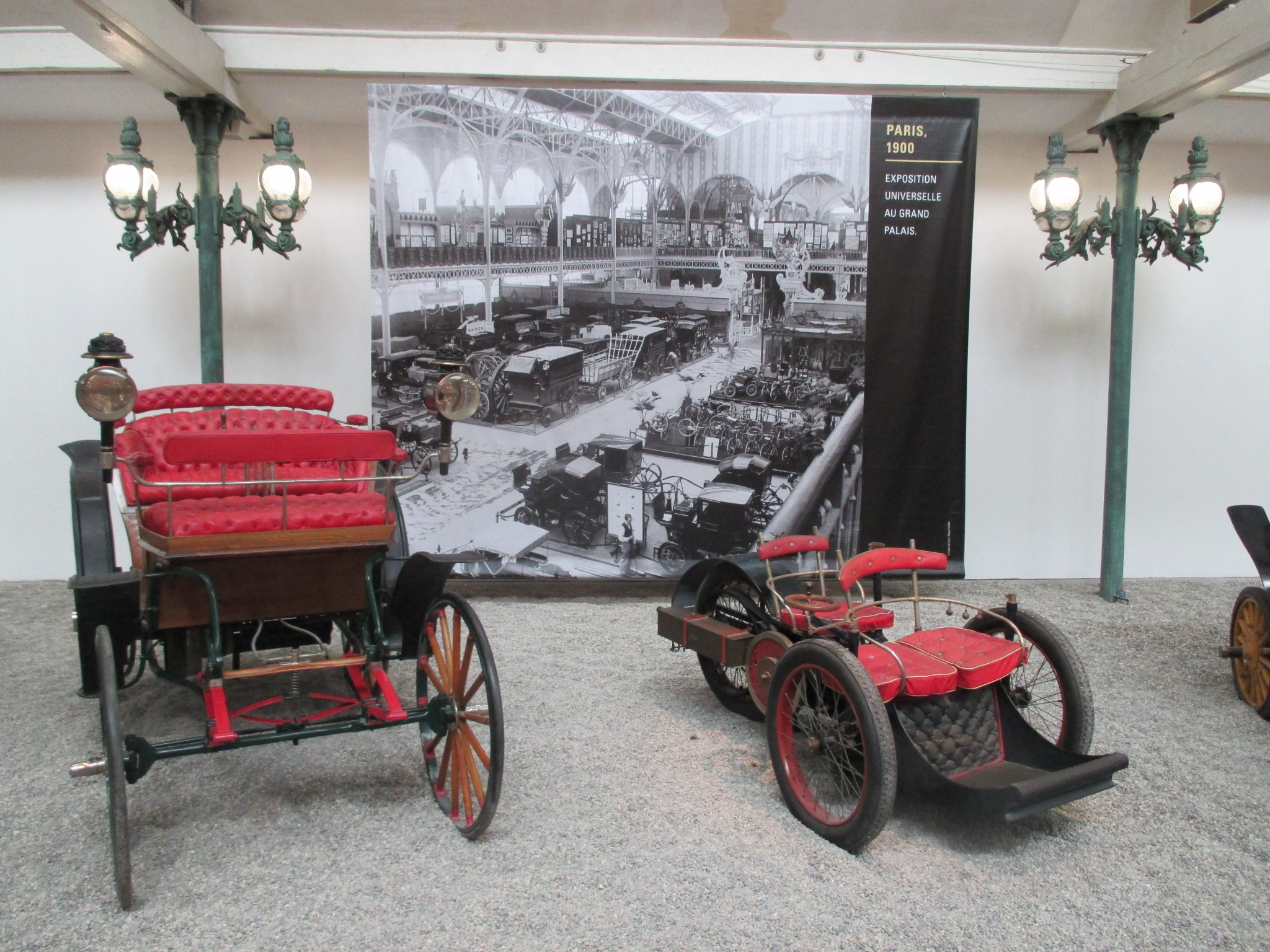
Avec affiche de l'Exposition universelle de 1900 au Grand Palais (Paris)
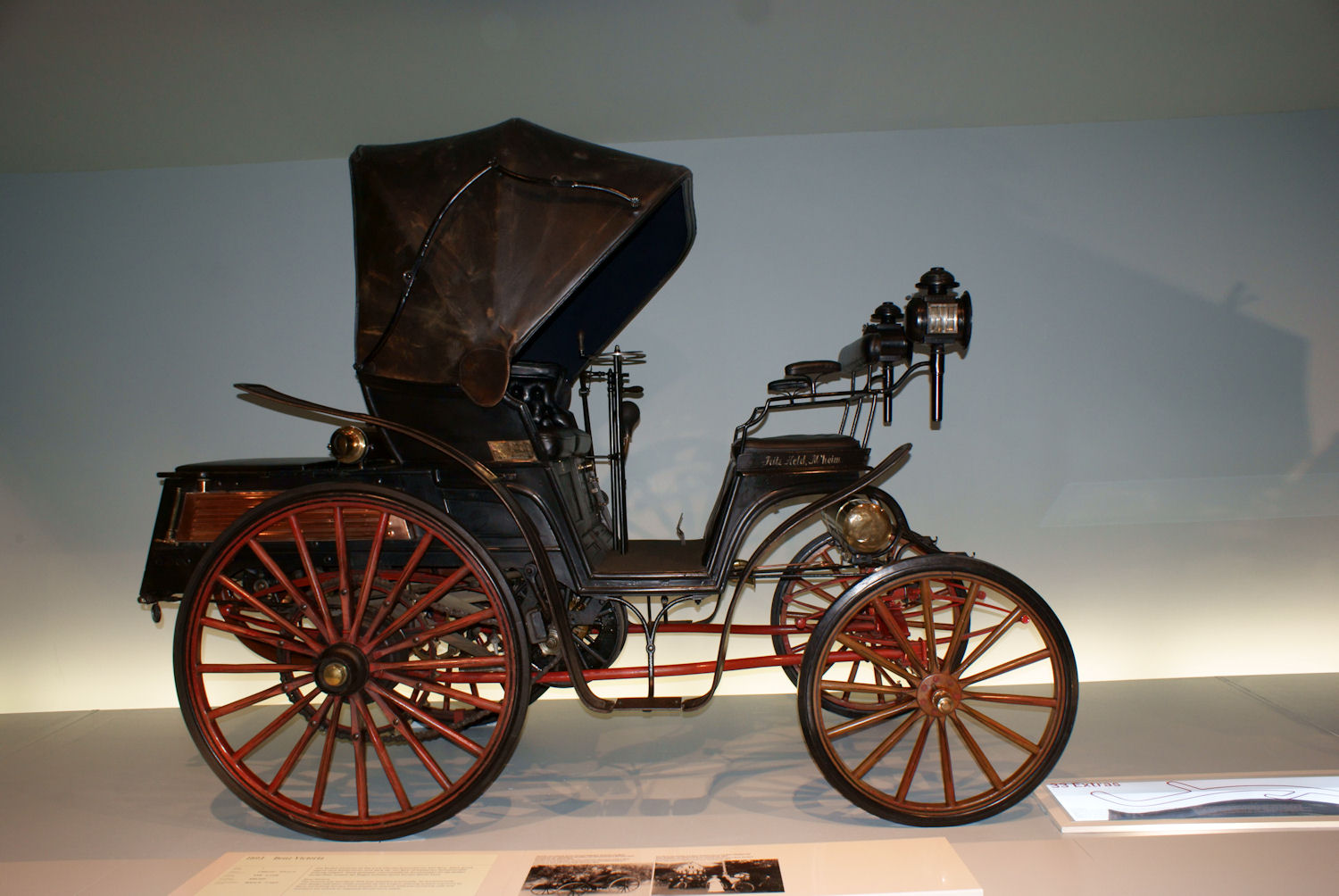
Musée Mercedes-Benz de Stuttgart
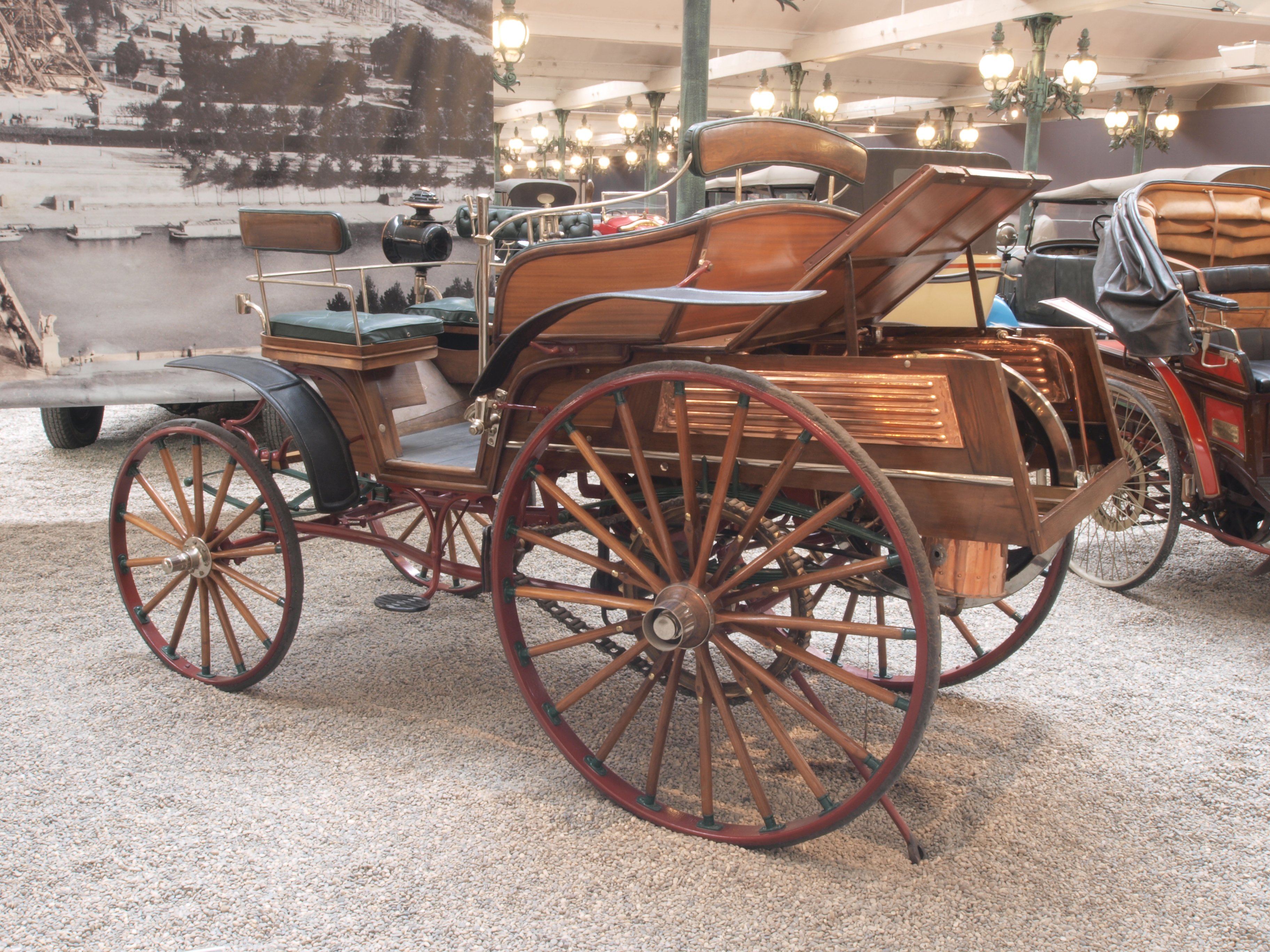
Cité de l'automobile de Mulhouse

En 1894 est organisé le Paris-Rouen, première compétition automobile du monde. Cette même année, le richissime pilote industriel Theodor von Liebieg bat le record de l'époque de la plus longue distance parcourue avec une automobile, au volant d'un exemplaire de cette voiture n°76, avec 939 km, entre Mannheim et Liberec en Tchécoslovaquie, à la vitesse moyenne de 13,6 km/h.